# Sāldeh-e Soflá
Sāldeh-e Soflá (persiska: پائين سالدِه, Pā’īn Sāldeh, سالده سفلی) är en ort i Iran.   Den ligger i provinsen Mazandaran, i den norra delen av landet, 110 km nordost om huvudstaden Teheran. Antalet invånare är 177.
Terrängen runt Sāldeh-e Soflá är platt åt nordost, men åt sydväst är den kuperad. Runt Sāldeh-e Soflá är det ganska glesbefolkat, med 47 invånare per kvadratkilometer. Närmaste större samhälle är Āmol, 17,1 km öster om Sāldeh-e Soflá. Trakten runt Sāldeh-e Soflá består till största delen av jordbruksmark.